# アイヴァー・ガーニー
アイヴァー・バーティー・ガーニー（Ivor Bertie Gurney, 1890年8月28日 - 1937年12月26日）は、イギリスの作曲家・詩人。

## 生涯
グロスターで仕立て屋の息子として生まれたガーニーは、少年時代から音楽の才能を見出され、10歳からグロスター大聖堂の聖歌隊員を務めるかたわらでオルガンの手ほどきを受けた。14歳ごろから作曲に手を染めるようになったガーニーは16歳で聖歌隊を退いたものの、大聖堂のオルガニスト、ハーバート・ブルワーに師事、作曲やオルガンを学んだ。また、この頃知り合った作曲家ハーバート・ハウエルズとは終生にわたる友情を育む事になる（ハウエルズのピアノ四重奏曲はガーニーに献呈されている）。
1911年、ガーニーは王立音楽大学 (RCM) に入学、スタンフォードに師事した。スタンフォードはヴォーン・ウィリアムズやジョン・アイアランド、アーサー・ブリスら多くのイギリス人作曲家を指導した事で知られているが、スタンフォードはガーニーを『自分の生徒の中で潜在的にもっとも傑出しているが、もっとも教えにくい生徒』と評していたという。しかし、ガーニーは第一次世界大戦勃発の翌年に、第五グロスターズ第二連隊に入隊、勉学は中断されることになる。ガーニーはRCM在籍中に詩作にも乗り出し、第一次世界大戦の従軍体験をもとに書かれた『セヴァーンとソンム』(Severn and Somme, 1917)や『大戦の余燼』(War's Embers, 1919)の2冊の詩集が特に知られている。
ガーニーは従軍中の1917年9月、フランスの戦場で毒ガスを吸い込み帰国、療養の日々を過ごすようになる。療養中に前出の詩集『セヴァーンとソンム』が刊行され詩人としての評価が確立したものの、ガーニーの病状は一進一退を繰り返し、1918年6月には大戦前に患ったことのある双極性障害まで再発、当初医者はガーニーを双極性障害ではなくシェル・ショックが原因の統合失調症と診断していたが、この再発は以前患った時より重症で、自殺願望を口にするようになってしまう。
それでもガーニーは大戦終結後、ヴォーン・ウィリアムズのもとで勉学を再開するためにRCMに復学した。この頃こそガーニーの作曲・詩作活動がもっとも充実した時期とされているが、ガーニーの病は悪化を続け、1922年に故郷（後にロンドンの病院に転院）の精神病院への入院を余儀なくされる。ガーニーはその後半生を精神病院で過ごし、1937年に結核により死去した。ガーニーは精神病院でも作曲・詩作活動を続けていたが、遺稿は友人のマリオン・スコットによって保存され、作曲家のジェラルド・フィンジや詩人のエドマンド・ブランデンによって目録化された。
ガーニーはグロスター近郊のトゥイグワースのセント・マシュー教会墓地（St Matthew's Churchyard）に埋葬されている。

### 死後
ガーニーは数百にのぼる詩と、300曲以上の歌曲などの楽曲を生み出したが、その中でもっとも知られているのは『5つのエリザベス朝歌曲』(1912年出版、彼自身は"The Elizas"と呼んでいた)などの歌曲である（ただし自作の詩へはわずかしか作曲しなかった）。これらの作品はガーニーの墓石に刻まれているように彼が『美の愛好家であり創造者』であり、ガーニーが愛したシューベルトやシューマンの影響は認められるにせよ、ガーニー独自の個性は明瞭である事を示している。ガーニーは歌曲のほかにピアノのための『5つの前奏曲』（1921年出版）、ピアノソナタ4曲（3曲現存、第2番は未完成）、弦楽四重奏曲（約20曲）、ヴァイオリンソナタ（現存2曲）などの器楽曲も遺したもののその大半が紛失しており、近年では現存する曲の録音もされている。
ガーニーは死後しばらくの間、詩人としてより作曲家としての認知度が高い時代が続いたが、エドマンド・ブランデンらの尽力により、今日では詩人としての評価も同等となるにいたっている。ガーニーは第一次世界大戦の従軍体験をテーマとしたもっとも偉大な詩人のひとりとして評価されている。ガーニーの戦争詩の作風は戦場描写とイングランドの景色を対比させることが多いのが特徴で、この点ではガーニーが賞賛していた戦争詩人エドワード・トーマスの作風との共通点を示している。